# Battigny
Battigny ist eine französische Gemeinde mit 145 Einwohnern (Stand 1. Januar 2022) im Département Meurthe-et-Moselle in der Region Grand Est (bis 2015 Lothringen). Sie gehört zum Arrondissement Toul und zum Kanton Meine au Saintois.

## Geografie
Battigny liegt am Westrand des Saintois, etwa 26 Kilometer südöstlich von Toul und etwa 31 Kilometer südwestlich von Nancy. Die Nachbargemeinden von Battigny sind Gélaucourt im Norden, Thorey-Lyautey im Osten, Vandeléville im Süden sowie Favières im Westen. Weite Gebiete im Westen der Gemeinde sind bewaldet.

## Geschichte
Der Name der heutigen Gemeinde wurde (vermutlich) 1176 erstmals indirekt im Namen Garsirius de Bateneis in einem Dokument erwähnt. Eine gesicherte Namensform ist Betegnex in einem Dokument aus dem Jahr 1248. In den Jahren 1595 und 1608 wurden insgesamt acht Personen der Hexerei bezichtigt. Vier davon – Hannix Jannel, Claudin Nicodemus, Marie Marcaire und Nicolas Gerard – starben den Flammentod. Im 17. Jahrhundert suchte der Dreißigjährige Krieg die Gemeinde heim. Im Mittelalter gehörte die Gemeinde zum Gebiet des Herzogtums Lothringen. Genauer zum Amt (Bailliage) Vézelise. Mit dieser Herrschaft fiel Battigny 1766 an Frankreich. Bis zur Französischen Revolution lag die Gemeinde im Grand-gouvernement de Lorraine-et-Barrois. Von 1793 bis 1801 war die Gemeinde dem Distrikt Vézelise zugeteilt und Teil des Kantons Favières, danach von 1801 bis 2015 Teil des Kantons Colombey-les-Belles. Mit Ausnahme der Jahre 1926 bis 1943, als sie zum Arrondissement Nancy gehörte, ist Battigny seit 1801 dem Arrondissement Toul zugeordnet. Die Gemeinde lag bis 1871 im alten Département Meurthe. Seither bildet sie einen Teil des Départements Meurthe-et-Moselle.

## Bevölkerungsentwicklung
| Jahr                       | 1962 | 1968 | 1975 | 1982 | 1990 | 1999 | 2006 | 2019 |
| Einwohner                  | 112  | 97   | 94   | 104  | 94   | 91   | 103  | 148  |
| Quellen: Cassini und INSEE |      |      |      |      |      |      |      |      |

## Sehenswürdigkeiten
- Kirche Saint-Germain aus dem Mittelalter (12. bis 16. Jahrhundert), Monument historique seit 2013[2]
- Pfarrhaus aus dem 17. Jahrhundert
- Maison-forte (Festes Haus) aus dem Mittelalter
- Gedenkplatte für die Gefallenen an der Rathausmauer[3]
- zwei Lavoirs (ehemalige Waschhäuser)
- drei Wegkreuze; ein Wegkreuz an der Kirche und zwei Wegkreuze an der D5 bei Les Vignottes und an der östlichen Gemeindegrenze

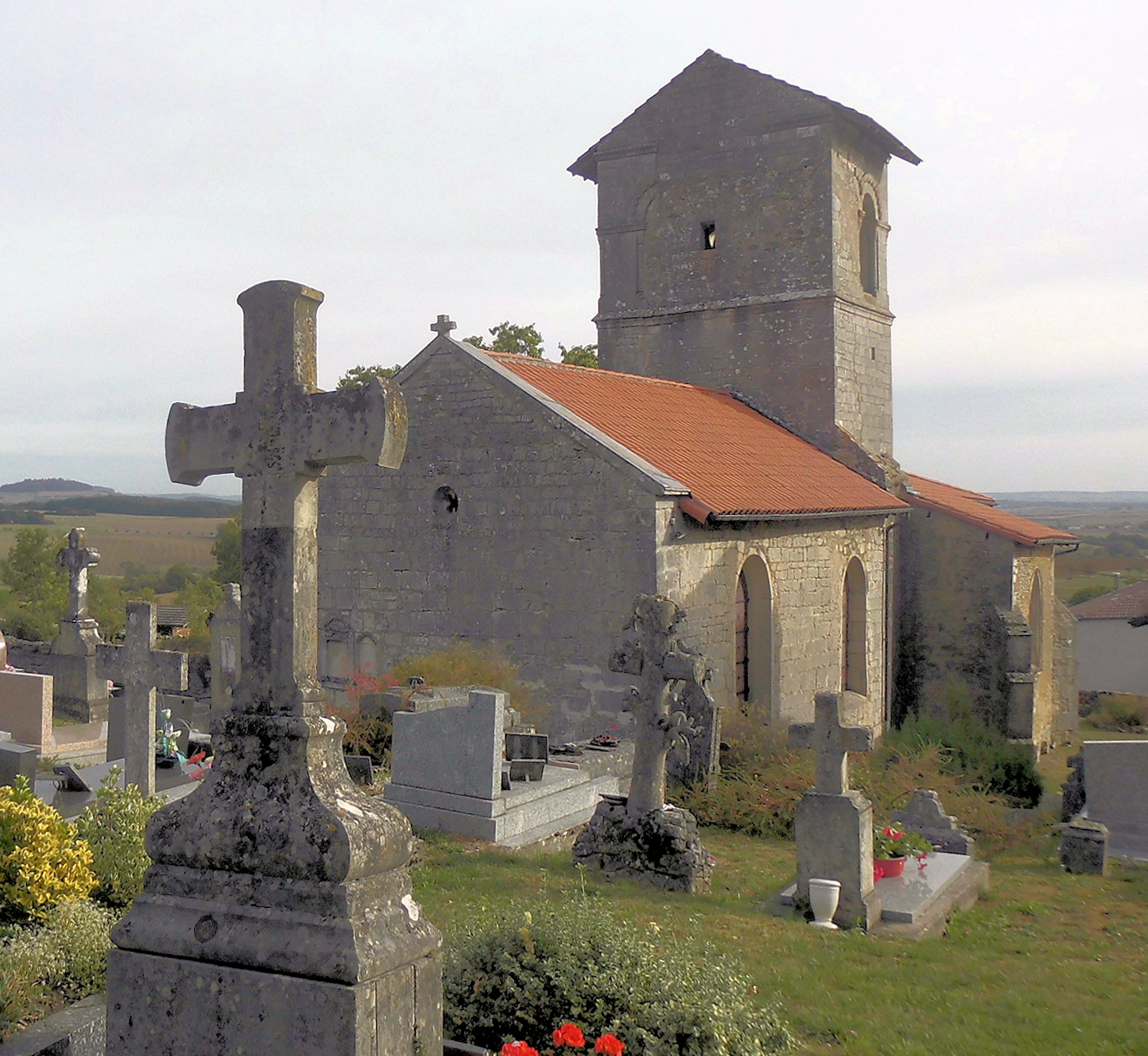
Kirche Saint-Germain und Friedhof